# Викитека

Статистика Викитеки в 2018 году (3,6 млн текстов на 67 языках)

Виките́ка (англ. Wikisource) — свободная электронная библиотека — проект некоммерческого фонда «Викимедиа», имеющий целью создание постоянно пополняемой библиотеки свободно распространяемых текстов на всех возможных языках. Объявление об официальном старте проекта произошло в день учреждения самого Фонда 20 июня 2003 года.
Русское название «Викитека» имеет то же окончание, что и «библиотека», подразумевая место для хранения уже изданных книг, журналов, газет.

## Объём текущих материалов Викитеки
Согласно данным, приведённым на странице статистики проекта, на 31 января 2019 года в нём имелось 63 языковых раздела. Десятка крупнейших из них:
1. Французский раздел — 2 609 546 статей,
2. Английский раздел — 2 204 231 статья,
3. Китайский раздел — 778 716 статей,
4. Бенгальский раздел — 722 295 статей,
5. Польский раздел — 669 381 статья,
6. Русский раздел — 642 705 статей,
7. Немецкий раздел — 431 714 статей,
8. Итальянский раздел — 415 032 статьи,
9. Тамильский раздел — 411 502 статьи,
10. Раздел на иврите — 214 947 статей.

Все остальные разделы не преодолели рубеж в 100 000 статей.
С другой стороны, согласно данным Мета-вики, на 28 апреля 2020 года в Викитеке имелось 70 языковых разделов, и первая десятка разделов выглядела так:
1. Французский раздел — 3 133 692 статьи,
2. Английский раздел — 3 033 608 статей,
3. Китайский раздел — 971 716 статей,
4. Русский раздел — 870 184 статьи,
5. Польский раздел — 831 933 статьи,
6. Бенгальский раздел — 745 772 статьи,
7. Итальянский раздел — 576 277 статей,
8. Немецкий раздел — 496 786 статей,
9. Тамильский раздел — 429 049 статей,
10. Раздел на иврите — 359 706 статей.

Ещё пять разделов (Испанский, Арабский, Армянский, Шведский и Португальский) содержат более 100 000 статей.
При этом первая пятерка разделов со статьями хорошего качества выглядит так:
1. Польский раздел — 800 068 статей,
2. Английский раздел — 785 745 статей,
3. Русский раздел — 516 483 статьи,
4. Немецкий раздел — 451 826 статей,
5. Французский раздел — 380 061 статья.

Число статей не равно числу уникальных материалов, хранящихся в Викитеке. Так, например, одному произведению «Дубровский» А. С. Пушкина соответствует 20 статей, являющихся 19 главами повести, и одна страница является оглавлением.

## Критерии значимости материалов
Декларируется, что Викитека предназначена для хранения:
1. Текстов, ранее уже опубликованных авторами. В частности, Викитека не предназначена для хранения текстов, созданных участниками Викитеки и не опубликованных где-либо ещё.
2. Переводов оригинальных текстов, в том числе переводов, сделанных участниками Викитеки.
3. Исторических документов национального и международного масштаба.
4. Комментариев к текстам, в том числе, написанных участниками Викитеки.
5. Библиографических списков, содержащих работы авторов, чьи работы хранятся в Викитеке.

Викитека может хранить следующие материалы только при условии, что они являются частью более общей публикации:
1. Математические данные, формулы и таблицы.
2. Исходные коды программ.
3. Статистические данные (например, результатов выборов).

## Авторские права
Основная статья: Викитека: Авторские права
По состоянию на сентябрь 2010, материалы, размещённые в русском разделе Викитеки, должны свободно распространяться как по законам США и штата Флорида, где расположены основные серверы проектов фонда «Викимедиа», так и по законам Российской Федерации, так как это упрощает повсеместное использование текстов Викитеки.